# Edward James Gage
Pour les articles homonymes, voir Gage.
Edward James Gage est un acteur américain né le 24 avril 1960 à Los Angeles en Californie aux États-Unis.

## Filmographie

### Télévision
- 2001 : Big House (téléfilm) : Principal adjoint
- 2001 : Spring Break Lawyer (téléfilm) : Large Black Man

### Cinéma
- 1996 : My Uncle the Alien : McGinn
- 1997 : Bao : Frank Wells
- 1997 : Argent comptant (Money Talks) : Usher
- 1999 : Situation critique (Deterrence) : Riley
- 2001 : The One : Factory Worker
- 2006 : Gillery's Little Secret : Larry